# Sound of Contact
Sound of Contact ist eine US-amerikanische Progressive-Rock-Band aus Miami, Florida, die im Jahr 2009 gegründet wurde.

## Geschichte
Im Jahr 2006 lernten sich Schlagzeuger und Sänger Simon Collins, Sohn von Phil Collins, und Keyboarder und Gitarrist Dave Kerzner kennen. Anfangs coverten sie Genesis-Lieder wie etwa Keep It Dark. Zusammen mit Kelly Nordstrom arbeiteten sie an Simons Soloalbum U-Catastrophe im Jahr 2008. Um das Album live spielen zu können, kam Matt Dorsey als Bassist hinzu. Im Jahr 2009 beschlossen Collins und Kerner dann ein Bandprojekt ins Leben zu rufen. Im Jahr 2010 begaben sie sich zusammen mit Dorsey und Nordstrom in die Greenhouse Studios in Vancouver zusammen mit Tontechniker Chris Holmes, um das Album Dimensionaut aufzunehmen. Abgemischt wurde das Album von  Nick Davis, während es von Gavin Lurssen und Rueben Cohen von Lurssen Mastering gemastert wurde. Das Album erschien im Jahr 2013 über InsideOut Music. Am 24. März begann die Band ihre Tour mit einem Auftritt in Montreal zusammen mit Marillion, ehe die Gruppe im Mai zusammen mit Spock’s Beard in Europa spielte.

## Stil
Die Band spielt progressiven Rock, wobei das Spiel des Keyboards gelegentlich an Space Rock erinnert. Die Lieder weisen einen klanglich starken Einfluss von Bands wie Marillion auf.

## Diskografie
- 2013: Dimensionaut (Album, InsideOut Music)
- 2013: Not Coming Down (Single, InsideOut Music)